# Georges Mathieu

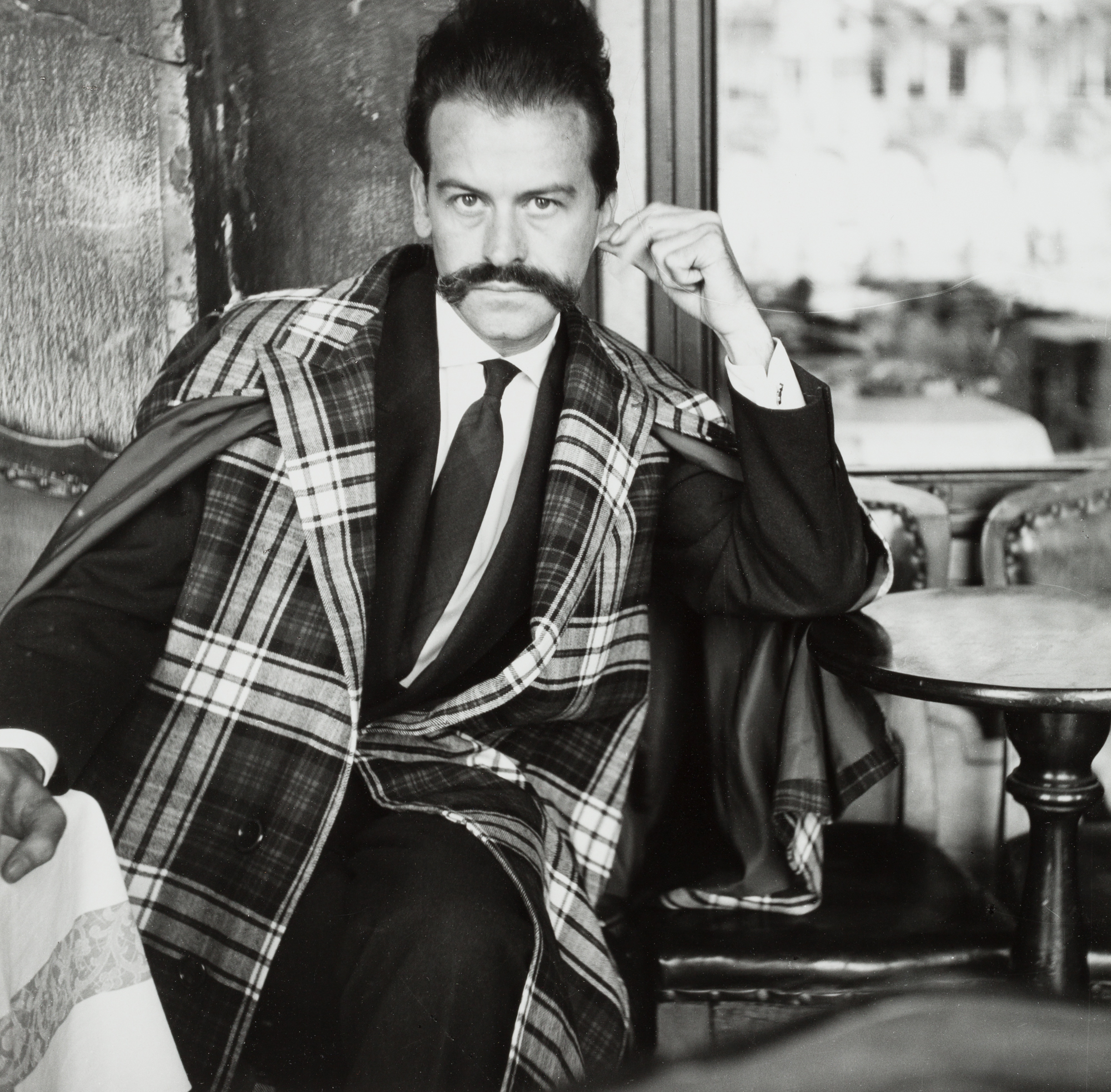
Georges Mathieu, 1961 fotografiert von Barbara Niggl Radloff

Georges Mathieu (* 27. Januar 1921 in Boulogne-sur-Mer; † 10. Juni 2012 in Paris) war ein französischer Maler. Er galt als einer der Hauptvertreter des Tachismus.

## Wirken
Mathieus Bilder sind meist ungegenständliche, von der Schnelligkeit des Malvorgangs bestimmte Kompositionen. Die Entstehung seiner Bilder lehnt an der Methode der japanischen Kalligraphie an, die mit Meditation, Konzentration, Improvisation und Geschwindigkeit charakterisiert werden kann.
Mathieu inszenierte seine Malerei regelrecht, in dem er großformatige Bilder vor Publikum malte. Dem Entstehungsprozess des Kunstwerkes wird somit starke Bedeutung beigemessen. Er produzierte oft in hohem Tempo, seine Bilder entstanden oft in wenigen Minuten. Er war davon überzeugt, dass er nur so sein Innerstes unverfälscht zum Ausdruck bringen konnte.
Bei dieser Art von Kunst hat der nachträgliche Betrachter eine viel geringere Bedeutung als in der traditionellen Malerei, trotzdem war Mathieu beim Verkauf seiner Bilder sehr erfolgreich.
Im Jahr 1959 war Georges Mathieu Teilnehmer der documenta II in Kassel.

## Werke (Auswahl)
- 1942: Oxford Street by Night
- 1950: Hommage à la mort
- 1952: Hommage au Maréchal de Turenne
- 1954: La Bataille de Bouvines. Les Capétiens partout
- 1956: Quatre fresques en hommage au prophète Elie (Centre d'Etudes Carmelitaines, Paris). Couronnement de Charlemagne. La Bataille de Hastings.
- 1957: La Bataille des Esperous d'or
- 1958: La Bataille de Brunkeberg
- 1958: La Bataille de Tibériade
- 1959: Hommage au Connétable de Bourbon
- 1961: Saint Georges terrassant le Dragon
- 1961: Dessin inedit Weinetikett für den 1961er Mouton-Rothschild
- 1963: La Victoire de Denain. Hommage à Jean Cocteau, fresque pour la Maison de la Radio (Paris)
- 1965: Paris, Capitale des arts
- 1966: Tapisserie des Gobelins pour le Salon d'honneur du Pavillon français à l'Exposition universelle de Montréal
- 1967: Hommage à Condillac (Faculté des Sciences de Grenoble, Isère). Série d'affiches pour Air France
- 1968: Hommage aux poètes disparus
- 1969: Les Capétiens partout
- 1970: Hommage a Guillaume Dufay
- 1971: L'Election de Charles Quint
- 1973: Décors pour l'opéra de Bartok, Barbe bleue (Deutsche Oper Berlin). Sculpture pour le collège de Bourgueil (Indre-et-Loire)
- 1974: Nouvelle pièce française de dix francs
- 1975: Conception du premier sigle d'Antenne 2
- 1976: Courtray
- 1978: Matta Salums. Batoumi
- 1979: Période des oeuvres "stellaires": L'Astre du jour. Période des "supersignes": Ibéride
- 1980: Briefmarke, Erscheinungsdatum 18. Juni 1940, zum 10. Jahrestag des Generals Charles de Gaulle
- 1980–1982: Sculpture monumentale pour le complexe sportif de Neuilly (Hauts-de-Seine)
- 1981–1985: A la France, tapisserie des Gobelins
- 1982: Signal pour le C.E.S. de Charenton-le-Pont (Val-de-Marne). Célébration du feu, Ecole Nationale Supérieure de Céramique Industrielle de Limoges (Haute-Vienne). La Délivrance d'Orléans par Jeanne d’Arc.
- 1984: Le Cycle de Saturne (Serie)
- 1985: Trophée, 7 d'Or, pour la télévision. Le Massacre des 269.
- 1988: Le Paradis des orages
- 1989: L'Immortalité ruinée
- 1991: Rumeur de paradis

## Auszeichnungen
- Ritter der Ehrenlegion (Orden)
- Mitglied der Académie des Beaux-Arts (seit 1975)
- Offizier des belgischen Kronenordens (1982)
- Komtur des Ordre des Arts et des Lettres